# Kalmen Wewryk

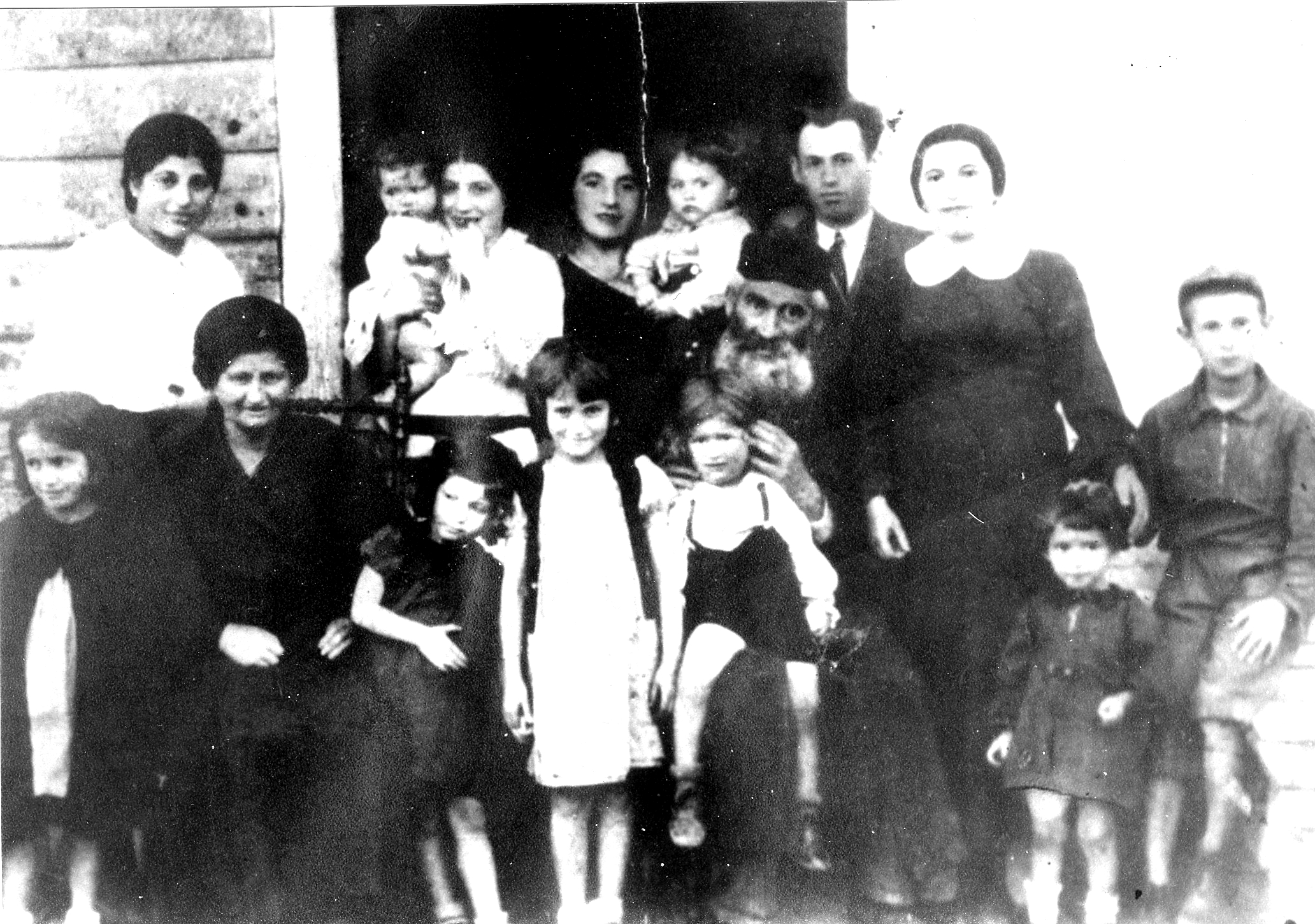
Familie Wewryk

Kalmen Wewryk (geboren 1906 in Chełm, Polen; gestorben 1989 in Kanada)
war ein Buchautor und Überlebender des Aufstandes im Vernichtungslager Sobibór.

## Leben
Kalmen Wewryk wurde 1906 in Chełm in Polen in einer traditionell orthodoxen jüdischen Familie geboren. Sein Vater war ein einfacher Getreidehändler, er hatte einen Bruder und zwei Schwestern. Der Bruder starb während des Ersten Weltkrieges an Unterernährung. Kalmen Wewryk heiratete seine Freundin Jocheved, 1934 kam ihr Sohn Jossele und 1939 ihre Tochter Pesha zur Welt.
Im Jahr 1942 wurde seine Familie bei einer „Aktion“ im Ghetto aufgegriffen. Danach hat Kalmen Wewryk nie wieder etwas von seiner Frau und seinen beiden Kindern gehört. Die Mehrzahl der 12.000 Juden aus Chełm wurden in Sobibor ermordet.
Im Herbst 1942 wurde auch Kalmen Wewryk aus einem Zwangsarbeitslager in Chełm nach Sobibor verschleppt. Dort wurde er von der SS zur Zwangsarbeit im Todeslager selektiert und entging so der sofortigen Ermordung. Am 14. Oktober 1943 beteiligte er sich aktiv am Aufstand der Häftlinge. Während des Aufstandes gelang ihm die Flucht in die Wälder. Dort versteckte er sich monatelang in der Umgebung von Chełm vor seinen deutschen, polnischen und ukrainischen Verfolgern. Schließlich stieß er auf sowjetische Partisanen und schloss sich ihnen an.
1946 heiratete er Perla Laja Fuchs, eine Auschwitz-Überlebende. Sie bekamen 2 Kinder. Seit 1950 bemühte er sich mit seiner neuen Familie um die Ausreise aus Polen. 1956 emigrierten sie nach Paris und 1968 wanderten sie nach Kanada aus, wo Kalmen Wewryk bis zu seiner Pensionierung als Zimmermann arbeitete.
1984 verfasste er seine Autobiographie auf Jiddisch. Howard Roiter übersetzte sie ins Englische und veröffentlichte das Buch To Sobibór and Back: An Eyewitness Account 1999 in Kanada.